# 염화미소
염화미소(拈華微笑, Flower Sermon)는 마하가섭이 석가모니로부터 법을 전해받았다는 설화이다. 삼처전심은 염화미소, 다자탑전 분반좌(多子塔前分半座), 곽시쌍부(槨示雙趺)를 말한다.

## 비판

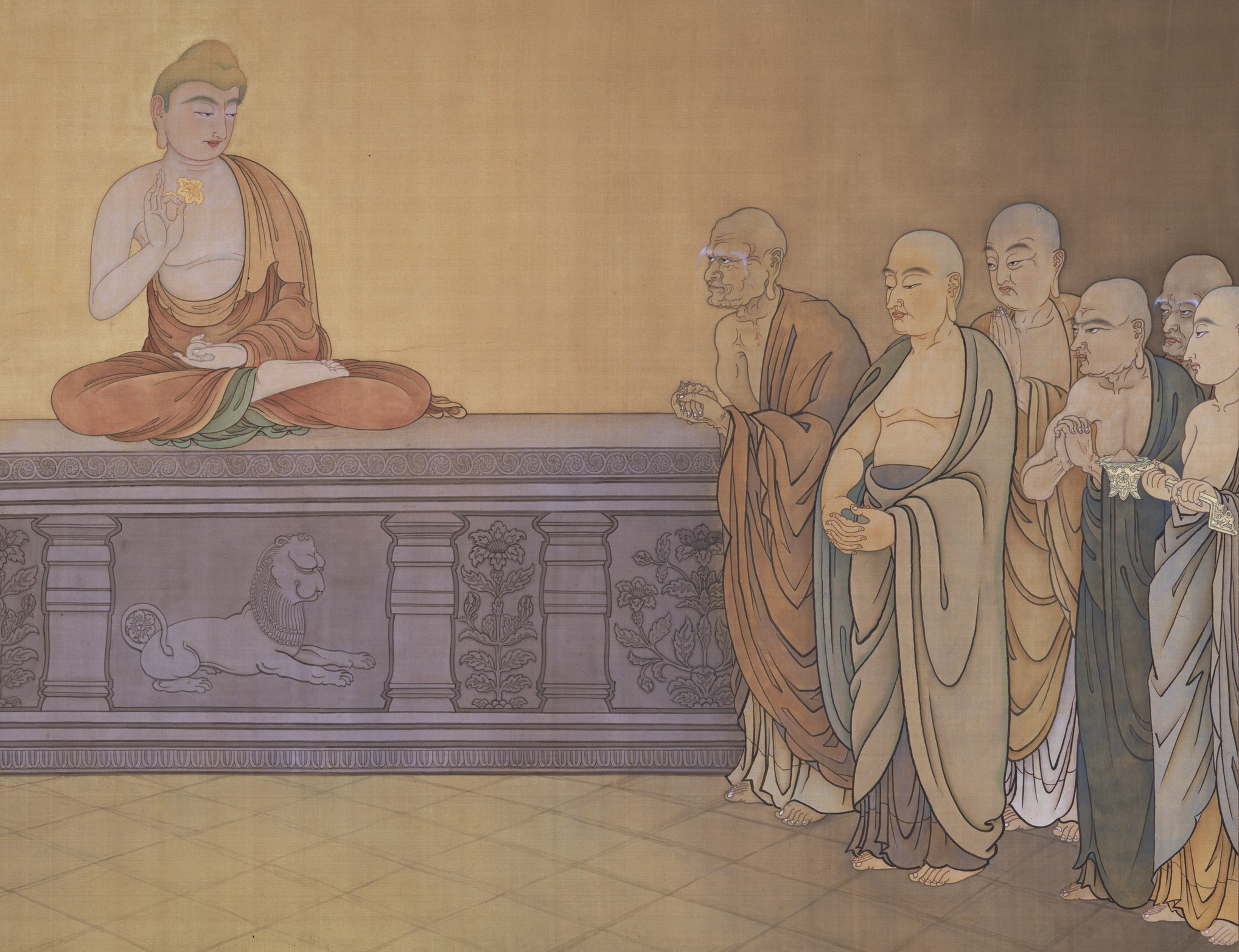
꽃을 들고 있는 부처님

중국 송(宋)의 회암지소가 저술한 『인천안목(人天眼目)』에는 "대범천왕이 영산에 와서 석가모니께 바라화를 바치고 중생들을 위한 설법을 청하자 석가모니가 단위에 올라가 꽃을 들어 보였다. 대중들 가운데 여기에 응대하는 자가 없었는데 유독 금색의 가섭이 파안 미소했다. 그러자 석가모니가 '나의 정법안장을 마하가섭에게 전하노라'라고 말씀하셨다."고 나온다. 그리고 이 이야기가 『대범천왕문불결의경』에 있다고 말한다.
그런데, 『대범천왕문불결의경』은 1004년 발간된 『전등록』 이후에 등장하는 것으로 중국에서 만들어진 위경, 즉 가짜로 알려진 경전이다.
염화미소는 중국 선불교에서 만들어졌다. 최초의 기록은 1036년에 등장한다.

## 같이 보기
- 대승 경전
- 육조단경
- 문인화